# Hana wa Saku ka
Hana wa Saku ka (花は咲くか, titolo internazionale Does the Flower Bloom?) è un film del 2018 diretto da Kaori Tanimoto.
L'opera, a tematica omosessuale, distribuita per la prima volta in Giappone il 24 febbraio 2018, è basata sull'omonimo manga Does the Flower Blossom?

## Trama
Kazuaki Sakurai è un uomo di 37 anni che lavora in un'agenzia pubblicitaria. Per un servizio fotografico si reca in una bella casa immersa nel verde. Li incontra Yoichi Mizukawa, studente d'arte di 19 anni che vive nella tenuta con i suoi cugini, mentre dipinge un quadro. Tra i due incomincia da subito una forte attrazione. Durante la storia i due uomini incominciano una relazione d'amore ma il loro rapporto viene messo in crisi quando Kazuaki riceve la notizia del suo trasferimento a Osaka.